# Crispin Mulumba Lukoji
Crispin Mulumba Lukoji (Kipushi, 5 maart 1943 - Johannesburg, 3 maart 1997) was een Zaïrees politicus.

## Achtergrond
Als academicus van beroep werd hij op 1 april 1991 Eerste Staatscommissaris van Zaïre nadat Lunda Bululu ontslag had genomen. Hij was relatief onbekend vóór zijn benoeming, maar werd geprezen om zijn economisch inzicht. Zijn aanstelling werd gezien als een zet om oppositieleiders Étienne Tshisekedi en Jean Nguza Karl-i-Bond hun steun te doen verliezen. Lukoji leidde de Nationale Conferentie in augustus 1991 die leidde tot democratisering van Zaïre. Hij werd bekritiseerd omdat hij te nauw verbonden was met president Mobutu Sese Seko en verloor snel steun van oppositiekrachten. Lukoji werd gedwongen af te treden op 29 september 1991 te midden van burgerlijke onrust. Hij overleed in Johannesburg op 3 maart 1997.
Mpinga Kasenda · 
André Bo-Boliko Lokonga · 
Jean Nguza Karl-i-Bond · 
N'Singa Udjuu · 
Léon Kengo Wa Dondo · 
Mabi Mulumba · 
Jules-Fontaine Sambwa Pida Nbagui ·
Lunda Bululu ·
Crispin Mulumba Lukoji · 
Étienne Tshisekedi · 
Bernardin Mungul Diaka · 
Faustin Birindwa · 
Norbert Likulia Bolongo
- Gemeinsame Normdatei: 170859800
- International Standard Name Identifier: 0000 0000 7995 4624
- Library of Congress Control Number: n88662799
- Nederlandse Thesaurus van Auteursnamen: 329695681
- Système universitaire de documentation: 084644427
- Virtual International Authority File: 50809196
- WorldCat: E39PBJycP6BjHvyhXTm3GbxkXd